# Kreis Büren

Lage des Kreises im Regierungsbezirk Detmold 1947–1968

Der Kreis Büren (1953–1969: Landkreis Büren) war ein von 1816 bis 1974 bestehender Kreis. Der Kreis war zunächst Teil des Regierungsbezirks Minden in der preußischen Provinz Westfalen und ab 1946/47 Teil des nordrhein-westfälischen Regierungsbezirks Detmold. Verwaltungssitz war Büren. Der Kreis ging 1975 im Rahmen der nordrhein-westfälischen Gebietsreform zusammen mit dem Altkreis Paderborn im neu gegründeten Kreis Paderborn auf.

## Geografie

### Lage
Den größten Teil des ehemaligen Kreisgebietes bedeckt die Paderborner Hochfläche mit ihren südlichen Teillandschaften. Das Eggegebirge begrenzt das Kreisgebiet im Osten. Im Südosten reicht es bis in die Diemelsenke. Im Süden hatte der Kreis auch Anteil am Sauerland. Hier liegt der höchste Punkt des Kreisgebietes „Am Totenkopf“ bei Bleiwäsche auf 498 m ü. NN. Im Nordwesten hat das Kreisgebiet Anteil an der Lippeniederung und dem östlichen Hellwegraum. Das Gebiet des ehemaligen Kreises wird heute auch als Bürener Land bezeichnet.

### Nachbarkreise
Der Kreis Büren grenzte 1973 im Uhrzeigersinn im Norden beginnend an die Kreise Paderborn und Warburg (beide in Nordrhein-Westfalen), an den Landkreis Waldeck (in Hessen) sowie an die Kreise Brilon und Lippstadt (beide in Nordrhein-Westfalen).

## Geschichte
Das Gebiet des Kreises Büren gehörte bis zu den Napoleonischen Kriegen zum Hochstift Paderborn. Von 1807 bis 1813 war das spätere Kreisgebiet Teil des Königreichs Westphalen und erhielt eine Verwaltungsstruktur nach französischem Muster. Es gehörte nun zum Distrikt Paderborn im Departement der Fulda und war in die fünf Kantone Atteln, Büren, Lichtenau, Ringboke (=Boke), Salzkotten und Wünnenberg untergliedert.
Nach dem Ende der Franzosenzeit gehörte das Kreisgebiet zunächst zum preußischen Zivilgouvernement zwischen Weser und Rhein und seit 1815 zur neuen preußischen Provinz Westfalen. Der innerhalb der Provinz Westfalen gegründete Regierungsbezirk Minden wurde zum 1. November 1816 in zwölf Kreise, darunter den Kreis Büren, eingeteilt. Die 1807 gegründeten Kantone Atteln, Büren, Lichtenau, Boke, Salzkotten und Wünnenberg bestanden als Verwaltungsbezirke, teilweise auch als Bürgermeisterei bezeichnet, fort.
1832 wurden Oberntudorf und Niederntudorf aus dem Kreis Paderborn in den Kreis Büren umgegliedert. Die Stadt Salzkotten erhielt 1837 die preußische revidierte Städteordnung und wurde dadurch verwaltungstechnisch von den umliegenden Gemeinden getrennt.
Im Rahmen der Einführung der westfälischen Landgemeinde-Ordnung von 1841 wurden aus den Verwaltungsbezirken unterhalb der Kreisebene, sofern es sich nicht um Städte gemäß der revidierten Städteordnung handelte, Ämter gebildet. Im Kreis Büren bestanden dadurch seit 1844 die sechs Ämter Atteln, Boke, Büren, Lichtenau, Salzkotten und Wünnenberg eingeteilt. Die Stadt Salzkotten blieb amtsfrei. 
Die beiden Ämter Boke und Salzkotten wurden seit 1859 durch einen gemeinsamen Amtmann in Personalunion verwaltet. 1861 wurde aus einem Teil von Rebbeke die neue Gemeinde Mantinghausen gebildet. Die Stadt Büren schied 1895 aus dem Amt Büren aus, das in der Folgezeit Amt Büren-Land genannt wurde.
1938 wurden die Ämter Salzkotten und Boke endgültig zum Amt Salzkotten-Boke zusammengeschlossen. Gleichzeitig verlor die Stadt Salzkotten ihre Amtsfreiheit und wurde in dieses Amt eingegliedert. 1939 wurde die Gemeinde Keddinghausen nach Hegensdorf eingemeindet. Am 10. August 1952 wurde die Gemeinde Dalheim-Blankenrode in die drei Gemeinden Blankenrode, Dalheim und Elisenhof aufgeteilt. 1969 errichteten die Stadt und das Amt Büren in Vorgriff auf die kommunale Gebietsreform eine Verwaltungsgemeinschaft.
Am 1. Oktober 1969 wurde aus dem Landkreis der Kreis Büren.
Am 1. Januar 1975 wurde durch das Sauerland/Paderborn-Gesetz fast das gesamte Gebiet des Kreises mit dem alten Kreis Paderborn zusammengelegt. Essentho, Meerhof, Oesdorf und Westheim kamen zu Marsberg und dadurch zum Hochsauerlandkreis; die drei Lippegemeinden Garfeln, Hörste und Rebbeke wurde durch § 45 des Münster/Hamm-Gesetzes in die Stadt Lippstadt eingegliedert und kamen dadurch zum Kreis Soest. Etteln kam zu Borchen und die drei Lippegemeinden Anreppen, Bentfeld und Boke zu Delbrück. Die übrigen Gemeinden wurden zu den vier Städten Büren, Lichtenau, Salzkotten und Wünnenberg zusammengefasst.
Rechtsnachfolger des Kreises Büren ist der Kreis Paderborn. Bei der Fusion beider Landkreise wurde vereinbart, dass das Kreiskulturamt sowie das Kreisarchiv des neuen Kreises und einige Außenstellen in Büren anzusiedeln. Während heute fast alle Spuren des Kreises Büren auf Verwaltungsebene verwischt sind (das Kreiskulturamt sowie das Kreisarchiv Paderborn befinden sich in Büren und die Außenstelle des Straßenverkehrsamtes des Kreises Paderborn wurde z. B. vor einigen Jahren geschlossen), so existiert der Kreis Büren jedoch an anderer Stelle noch heute: Am alljährlich im September stattfindenden Kreisschützenfest  nehmen nur die Orte teil, die bis 1975 den Kreis Büren bildeten, sowie die Nachbargemeinden des Altkreises auf Einladung.

### Bevölkerungsentwicklung

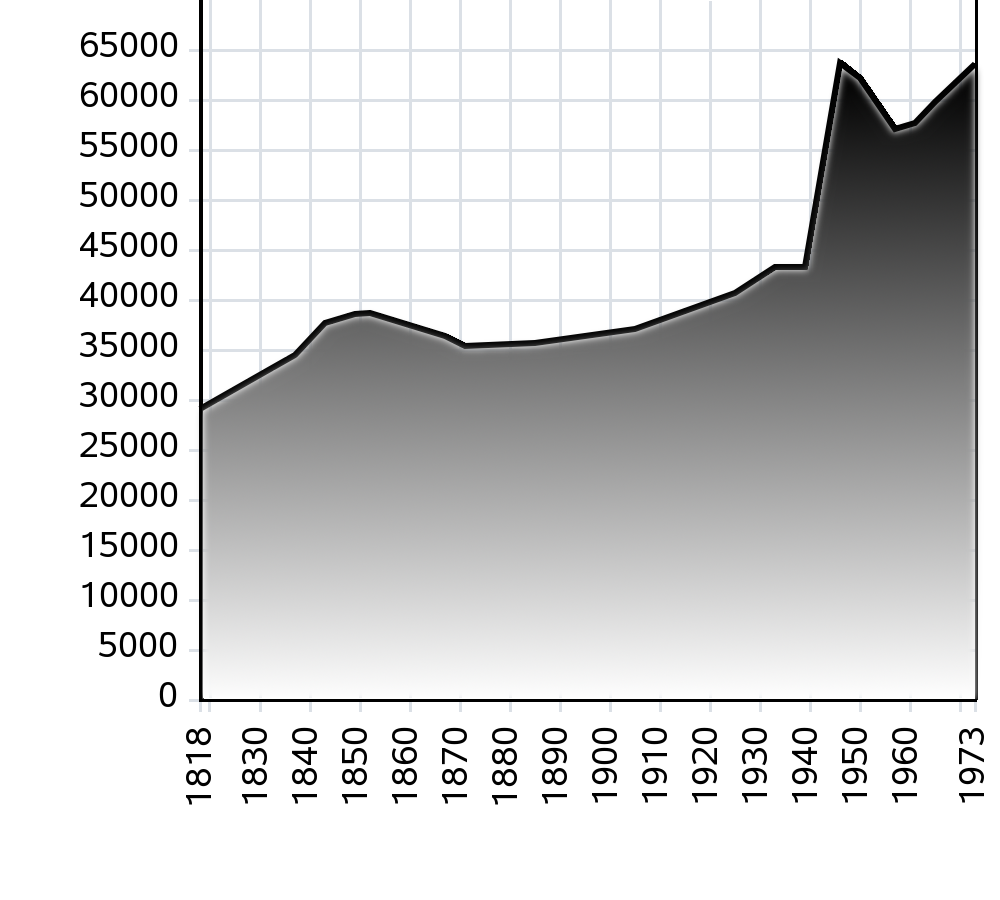
Bevölkerungsentwicklung des Kreises Büren

| Jahr | Bevölkerung |
| ---- | ----------- |
| 1818 | 29.130      |
| 1831 | 32.754      |
| 1837 | 34.476      |
| 1843 | 37.687      |
| 1849 | 38.564      |
| 1852 | 38.669      |
| 1867 | 36.443      |
| 1871 | 35.441      |
| 1885 | 35.735      |
| 1905 | 37.091      |
| 1925 | 40.670      |
| 1933 | 43.242      |
| 1939 | 43.398      |
| 1946 | 63.841      |
| 1950 | 62.247      |
| 1957 | 57.068      |
| 1961 | 57.677      |
| 1965 | 59.794      |
| 1970 | 61.988      |
| 1973 | [00]64.000  |

## Politik

### Ergebnisse der Kreistagswahlen ab 1946
In der Liste werden nur Parteien und Wählergemeinschaften aufgeführt, die mindestens zwei Prozent der Stimmen bei der jeweiligen Wahl erhalten haben.
Stimmenanteile der Parteien in Prozent
| Jahr | CDU  | SPD  | DZP  | BHE  | FDP  |
| ---- | ---- | ---- | ---- | ---- | ---- |
| 1946 | 67,5 | 12,7 | 18,3 |      |      |
| 1948 | 42,7 | 15,1 | 28,8 |      | 11,6 |
| 1952 | 34,9 | 12,8 | 34,7 | 11,1 | 05,7 |
| 1956 | 50,2 | 15,6 | 21,8 | 09,7 | 02,7 |
| 1961 | 67,4 | 14,2 | 10,1 | 08,3 |      |
| 1964 | 67,2 | 19,4 | 13,4 |      |      |
| 1969 | 64,2 | 23,5 | 12,3 |      |      |

### Landräte
1. 1816–1843: Joseph von Hartmann (* 1780 in Paderborn; † 1859 in Heiligenstadt)
2. 1843–1848: Joseph Theodor zu Stolberg-Stolberg (1804–1859 in Roumillies bei Tournay)
3. 1848–1870: Reinhard Franz von und zu Brenken (* 1818 zu Brenken; † 1870)
4. 1871–1875: Clemens Friedrich Droste zu Hülshoff (* 1837 auf Burg Hülshoff, † 1919 auf Haus Stapel)
5. 1875–1895: Börries von Oeynhausen (* 1836 in Braunschweig; † 1896 in Kassel)
6. 1895–1912: Karl von Savigny (* 1855 in Karlsruhe; † 1928 auf Gut Trages bei Gelnhausen)
7. 1913–1921: Adolf Winkelmann
8. 1921–1925: Alois Vogels, Zentrum
9. 1925–1933: Viktor von Solemacher-Antweiler
10. 1934–1945: Ferdinand Eickel, NSDAP
11. 1946–1949: Josef Parensen, CDU (* 1878 in Nieheim)
12. 1949–1954: Franz Böhner, Zentrum
13. 1954–1967: Heinrich Wilper, CDU
14. 1967–1969: Meinolf Stieren, CDU
15. 1969–1974: Felix Klingenthal, CDU

### Oberkreisdirektoren
1. 1946–1955: Josef Ebbers († 1955)
2. 1955–1963: Werner Greve
3. 1963–1974: Hermann Kaup († 2013)[15][16]

### Wappen
In Silber ein roter siebenteiliger Rautensparren unter einem roten Schildhaupt mit durchgehendem goldenen Kreuz.

## Gemeinden des Kreises Büren
Nach Ämtern (31. Dezember 1973)
Amtsfrei
1. Büren, Stadt: 6.243 E, 26 km², 230 m ü. NHN

Amt Atteln
1. Atteln: 949 E, 15 km², 196 m ü. NHN
2. Blankenrode: 98 E, 10 km², 369 m ü. NHN
3. Dalheim: 126 E, 10 km², 274 m ü. NHN
4. Elisenhof: 111 E, 8 km², 332 m ü. NHN
5. Etteln: 1413 E, 23 km², 162 m ü. NHN
6. Haaren: 1825 E, 33 km², 361 m ü. NHN
7. Helmern: 813 E, 13 km², 362 m ü. NHN
8. Henglarn: 594 E, 11 km², 179 m ü. NHN
9. Husen: 853 E, 14 km², 213 m ü. NHN

Amt Büren-Land
1. Ahden: 844 E, 10 km², 179 m ü. NHN
2. Barkhausen: 154 E, 6 km², 331 m ü. NHN
3. Brenken: 1948 E, 27 km², 201 m ü. NHN
4. Eickhoff: 111 E, 8 km², 332 m ü. NHN
5. Harth: 997 E, 18 km², 349 m ü. NHN
6. Hegensdorf: 858 E, 15 km², 265 m ü. NHN
7. Siddinghausen: 925 E, 10 km², 303 m ü. NHN
8. Steinhausen: 2221 E, 14 km², 240 m ü. NHN
9. Weiberg:  617 E, 5 km², 350 m ü. NHN
10. Weine: 522 E, 7 km², 228 m ü. NHN
11. Wewelsburg: 2000 E, 26 km², 219 m ü. NHN

Amt Lichtenau
1. Asseln: 377 E, 11 km², 328 m ü. NHN
2. Ebbinghausen: 150 E, 4 km², 207 m ü. NHN
3. Grundsteinheim:  378 E, 10 km², 240 m ü. NHN
4. Hakenberg: 241 E, 8 km², 363 m ü. NHN
5. Herbram: 877 E, 17 km², 277 m ü. NHN
6. Holtheim: 825 E, 16 km², 336 m ü. NHN
7. Iggenhausen: 161 E, 5 km², 270 m ü. NHN
8. Kleinenberg, Stadt: 1227 E, 24 km², 335 m ü. NHN
9. Lichtenau, Stadt: 1581 E, 33 km², 305 m ü. NHN

Amt Salzkotten-Boke
1. Anreppen: 899 E, 10 km², 90 m ü. NHN
2. Bentfeld: 871 E, 8 km², 94 m ü. NHN
3. Boke: 1817 E, 16 km², 90 m ü. NHN
4. Garfeln: 403 E, 4 km², 82 m ü. NHN
5. Hörste bei Lippstadt: 1215 E, 7 km², 82 m ü. NHN
6. Mantinghausen: 627 E, 6 km², 83 m ü. NHN
7. Niederntudorf: 1733 E, 15 km², 162 m ü. NHN
8. Oberntudorf: 880 E, 6 km², 180 m ü. NHN
9. Rebbeke: 608 E, 12 km², 82 m ü. NHN
10. Salzkotten, Stadt:  5949 E, 24 km², 97 m ü. NHN
11. Scharmede: 1850 E, 9 km², 106 m ü. NHN
12. Schwelle: 563 E, 8 km², 85 m ü. NHN
13. Thüle: 1390 E, 15 km², 97 m ü. NHN
14. Upsprunge: 974 E, 8 km², 105 m ü. NHN
15. Verlar: 742 E, 4 km², 84 m ü. NHN
16. Verne: 2250 E, 16 km², 98 m ü. NHN

Amt Wünnenberg
1. Bleiwäsche: 802 E, 9 km², 453 m ü. NHN
2. Essentho: 1132 E, 12 km², 420 m ü. NHN
3. Fürstenberg: 1948 E, 59 km², 345 m ü. NHN
4. Leiberg: 1206 E, 16 km², 324 m ü. NHN
5. Meerhof: 1095 E, 19 km², 410 m ü. NHN
6. Oesdorf: 717 E, 9 km², 318 m ü. NHN
7. Westheim: 1868 E, 12 km², 228 m ü. NHN
8. Wünnenberg, Stadt: 2209 E, 29 km², 334 m ü. NHN

## Kfz-Kennzeichen
Am 1. Juli 1956 wurde dem damaligen Landkreis bei der Einführung der bis heute gültigen Kfz-Kennzeichen das Unterscheidungszeichen BÜR zugewiesen. Es wurde bis zum 31. Dezember 1974 ausgegeben. Seit dem 24. November 2014 ist es aufgrund der Kennzeichenliberalisierung im Kreis Paderborn erhältlich.